# Lissocreagris
Lissocreagris es un género de pseudoscorpiones de la familia Neobisiidae.  Se distribuye por Estados Unidos.

## Especies
Según Pseudoscorpions of the World 1.2::
- Lissocreagris eurydice (Muchmore, 1969)
- Lissocreagris nickajackensis (Muchmore, 1966)
- Lissocreagris parva Ćurčić, 1984
- Lissocreagris persephone (Chamberlin, 1962)
- Lissocreagris pluto (Chamberlin, 1962)
- Lissocreagris subatlantica (Chamberlin, 1962)
- Lissocreagris valentinei (Chamberlin, 1962)

## Publicación original
- Ćurčić, 1981: A revision of some North American pseudoscorpions (Neobisiidae, Pseudoscorpiones). Glasnik Muzeja Srpske Zemlje, Beograd (B), vol.36, p.101-107.